# Choia
Choia es un género de demosponja extinta que abarca desde el Cámbrico hasta el Ordovícico Inferior. 
Se han encontrado fósiles de Choia en el esquisto de Burgess, en la Columbia Británica; en el esquisto de Maotianshan, en China; en el esquisto de Wheeler, en Utah; y en la formación Fezouata, del Ordovícico inferior. Fue descrita por primera vez en 1920 por Charles Doolittle Walcott.

## Hábitat
En un principio se pensó que Choia no estaba unido al lecho marino: se creía que el animal viviente descansaba directamente sobre el sustrato, con las espinas que irradiaban desde el borde de su cuerpo aplanado y cónico, dando una apariencia no muy distinta a la del pico de una carpa, con líneas de tipo. 
Sin embargo, fósiles descubiertos en el Ordovícico Inferior marroquí demuestran que el animal estaba suspendido a gran altura sobre el fondo marino, sujeto mediante espinas en forma de tallo derivadas de espículas. Se supone que el agua entraba en la esponja paralela a las espinas, siendo expulsada, presumiblemente, por una abertura central. Las especies alcanzaban hasta una media de 28 mm de diámetro.

## Presencia en el Gran Lecho de Filópodos

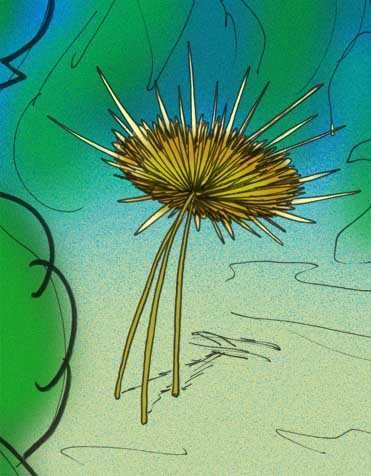
Reconstrucción de C. carteri, según los especímenes de Fezouata.

Se conocen 127 ejemplares de Choia en el Gran Lecho de Filópodos, donde constituyen el 0,2% de la comunidad.